# フィカス・ウンベラータ
フィカス・ウンベラータ（羅: ficus umbellata）は熱帯アフリカ原産のクワ科の常緑高木。インドゴムノキなどと同じイチジク属の仲間である。独特の樹形とハート型の大きな葉が特徴で、観葉植物として人気が高い。日照と高温多湿を好み、夏期は戸外で管理が可能だが耐陰性もあるため通年室内で生育できる。耐寒性はなく冬期は室内で管理する（耐寒最低温度は摂氏5度）。
新しい葉は色が赤みがかっており、生育すると薄緑色に変わる。日照が足りない葉は黄色みがかり落葉する。繁殖は挿し木または取り木にて行う。病害虫としてはハダニやカイガラムシなどがある。ハダニは乾燥すると発生しやすいため、時々葉水を与えて予防する。
種小名 umbellata はラテン語: umbella 「日傘」により、独特の樹形を指したもの。